# O Nardo
"O Nardo" é uma canção gravada pela banda cristã brasileira Trazendo a Arca, registrada no álbum Entre a Fé e a Razão, lançado em dezembro de 2010. Foi escrita e musicalizada por Ronald Fonseca e Luiz Arcanjo, respectivos vocalista e tecladista da banda. Foi lançada como single em 2011.
Sua melodia contém uma combinação dos arranjos de cordas com solos de guitarra, e sua letra é direcionada à pessoas entristecidas e desanimadas, com um pedido à Deus que derrame um perfume valioso, extraído do nardo na vida das pessoas.
"O Nardo" foi regravada pelo grupo no DVD e CD ao vivo Live in Orlando, gravado e lançado em 2011.

## Créditos
Créditos adaptados do encarte de Entre a Fé e a Razão:
Banda
- Luiz Arcanjo - Vocal e composição
- Ronald Fonseca - Teclado, arranjos e composição
- André Mattos - Bateria
- Deco Rodrigues - Baixo
- Isaac Ramos - Guitarra e violão

Músicos convidados
- Quiel Nascimento - Arranjos de cordas
- Aramis Rocha, Ângelo Martins, Cuca, Guilherme Sotero, Milton Junior, Rafael Pires, Robson Rocha, Rodolfo Lóta - Violinos
- Daniel Pires e Eduardo Cordeiro Junior - Violas
- Deni Rocha e Joel de Souza - Violoncelo
- Alice Avlis, Janeh Magalhães, Fael Magalhães, Rafael Novarine e Rafa Brito - vocais de apoio

Equipe técnica
- Samuel Júnior - Técnico de gravação
- Toney Fontes - Masterização

## Versão de Fernanda Brum
"O Nardo" é uma canção gravada pela cantora brasileira Fernanda Brum, registrada no álbum Milagre, lançado em março de 2025. Foi escrita e musicalizada por Ronald Fonseca e Luiz Arcanjo, na época integrantes da banda Trazendo a Arca.

### Lista de Faixas
| Streaming e download digital |                      |                               |         |  |
| N.º                          | Título               | Compositor(es)                | Duração |  |
| 1.                           | "O Nardo"            | Ronald Fonseca e Luiz Arcanjo | 5:18    |  |
| 2.                           | "O Nardo - Playback" | Ronald Fonseca e Luiz Arcanjo | 5:18    |  |

### Desempenho Comercial
A canção atingiu o topo das rádios gospels, principalmente da Super Gospel, ficando meses no top 10, a canção em pouco tempo já conta com 100 mil visualizações nas plataformas digitais.

#### Tabelas semanais
| Tabela musical (2025) | Melhor posição |
| --------------------- | -------------- |
| Super Gospel (Top 20) | 1              |